# Warped Passages
Unraveling the Mysteries of the Universe's Hidden Dimensions
Warped Passages: Unraveling the Mysteries of the Universe's Hidden Dimensions est un livre de Lisa Randall publié en 2005. Le livre traite de physique des particules en général et de dimensions supplémentaires en particulier,. 
Le livre a atteint le top 50 sur amazon.com, ce qui en a fait l'un des livres de physique théorique les plus populaires publié par un auteur féminin.
Plusieurs des recherches évoquées dans le livre ont été publiées par Randall dans un article de Science en 2002.